# Ginglymostoma
Pour les articles homonymes, voir Requin dormeur.
Genre
Répartition géographique
Les Requins nourrice (genre Ginglymostoma) forment un genre de requins de la famille des Ginglymostomatidae, constitué de deux espèces. 

## Liste des espèces
Ce genre comprend deux espèces depuis 2015 : 
- Ginglymostoma cirratum (Bonnaterre, 1788) -- océan Atlantique tropical
- Ginglymostoma unami Del Moral-Flores, Ramírez-Antonio, Angulo & de León, 2015 -- océan Pacifique tropical oriental

G. unami a été décrit en 2015, et n'est pas encore intégré à toutes les bases de données taxinomiques. Avant 2015, Ginglymostoma cirratum était considéré comme la seule espèce de requins de genre Ginglymostoma.

Espèce fossiles selon Paleobiology Database (20 avril 2016) :
- Ginglymostoma angolense
- Ginglymostoma blankenhorni
- Ginglymostoma delfortriei
- Ginglymostoma globidens
- Ginglymostoma minutum
- Ginglymostoma obliquum
- Ginglymostoma parvula
- Ginglymostoma serra
- Ginglymostoma subafricanum
- Ginglymostoma ypresiensis